# Théodore Ghirardi
Pour les articles homonymes, voir Ghirardi.
Théodore Ghirardi, né le 29 juillet 1816 à Paris (ancien 9e arrondissement) et mort le 30 août 1886 à Paris 5e, est un peintre français.

## Biographie
Théodore Ghirardi naît en 1816 à Paris.

## Œuvres
- Intérieur d'une cour de ferme aux environs de Paris[3].
- Etude d'arbre[3].
- Paysage composé[3].
- Vue prise aux environs de Meudon[3].
- Vue prise près de Saint Denis[3].
- Vue prise aux environs de Paris[3].
- Vue prise dans la forêt de Saint Germain[3].
- Paysage, vue prise en Normandie[3].
- Vue prise près de Beauvais[3].
- Vue prise sur les bords de l'Orne[3].